# Det här är platsen
Det här är platsen är ett studioalbum av den svenske sångaren Peter Jöback, släppt 2004. Det toppade den svenska albumlistan den 14 maj 2004.

## Låtlista
1. Är det här platsen
2. Du har förlorat mer än jag
3. Sommarens sista sång
4. Ingen skyldighet
5. Mellan en far och en son
6. Bland nattens skuggor
7. Jag bär dig
8. Du behöver ingen hjälp
9. Glömskans tåg
10. Gör det nu
11. I allt jag ser

## Listplaceringar
| Lista (2004-2005) | Topplacering |
| ----------------- | ------------ |
| Sverige           | 1            |